# Gremsmühlen (Schiff, 1961)
Die Gremsmühlen ist ein Fahrgastschiff, das auf Seen in der Holsteinischen Schweiz genutzt wurde.

## Geschichte
Das Schiff wurde 1960/61 bei Staack in Lübeck-Herrenwyk gebaut und war unter dem Namen Gremsmühlen bei der 5-Seen-Fahrt und Kellersee-Fahrt GmbH im Einsatz, die ihren Sitz in Malente-Gremsmühlen hat. Laut Dieter Schubert ist die Gremsmühlen mit 25,35 Metern Länge geringfügig kürzer und mit 5,12 Metern Breite genau gleich breit wie die zehn Jahre jüngere Malente. Der Tiefgang der Gremsmühlen liegt laut Schubert bei 1,15 Metern. Im Jahr 2000 durften mit der Gremsmühlen 210 Fahrgäste befördert werden. Für sämtliche Fahrgastschiffe der 5-Seen-Fahrt und Kellersee-Fahrt gibt Schubert eine Maschinenleistung von 84 kW an, obwohl sie nicht baugleich sind und auch zu unterschiedlichen Zeiten gebaut wurden. Im Jahr 2000 wurden die Malente, die Dieksee, die Grünau und die Gremsmühlen für die 5-Seen-Fahrt genutzt, wohingegen das fünfte Schiff des Unternehmens, die Luise, auf dem Kellersee eingesetzt wurde. Die Gremsmühlen war damals das zweitälteste Schiff der Flotte.
Zu Günter Benjas Zeit dagegen stammten noch drei Schiffe des Unternehmens aus der Vorkriegszeit. Für die Gremsmühlen gibt Benja im Jahr 1975 eine Länge von 24,5 Metern und eine Breite von 4,8 Metern an. Sie soll damals noch einen Tiefgang von 1,5 Metern gehabt und mit einer 96-PS-Maschine ausgestattet gewesen sein, die eine Geschwindigkeit von 11,5 km/h erlaubte. Während Benja in all diesen Punkten von Schuberts Angaben abweicht, gibt auch er die Höchstzahl von Fahrgästen mit 210 an.
Von den fünf Schiffen des Unternehmens, die Benja 1975 nennt, sind zwei seitdem abgeschafft worden, die 1938 gebaute Dieksee und die zehn Jahre ältere Luise, deren Name 1976 an die frühere Holm weitergegeben wurde.
Auch die Gremsmühlen ist offenbar nicht mehr im Einsatz. Laut einem Mitglied des Binnenschifferforums lag sie, dem Zerfall preisgegeben, 2017 an einem ungenutzten Anleger in Malente. Vor der Umgestaltung des Fährhauses Niederkleveez sei es relativ einfach gewesen, dort Schiffe aus dem Wasser zu holen, mittlerweile sei es, auch wegen der Vegetation, dort wohl die bequemste Option, ein nicht mehr genutztes Schiff einfach festzumachen und liegen zu lassen.
Die Kellersee-Fahrt wird seit 1882 angeboten, die 5-Seen-Fahrt seit 1892.